# Riosucio (Caldas)
Pour les articles homonymes, voir Riosucio.
Riosucio est une municipalité située dans le département de Caldas, en Colombie.
Située dans la région caféière et dans la région Paisa, et reconnue pour son carnaval et son grand nombre de festivités typiques. Il est situé à l'ouest du département de Caldas dans la partie haute occidental et possède la plus grande superficie et la plus grande population municipale de cette région, devant des municipalités telles que Supia et Philadelphie. Elle est située dans les limites départementales de Caldas, Antioquia et Risaralda.
Le carnaval de Riosucio s'y déroule tous les deux ans, lors des années impaires, sur une période de quelques jours en janvier.

## Géographie
Son territoire est bordé au nord par le département d'Antioquia et au sud et à l'ouest par le département de Risaralda, et est situé dans ce que l'on appelle l'Axe du Café Colombien, c'est pourquoi son économie tourne autour de l'exploitation et de l'exportation du café. La zone rurale de Riosucio est de 39 036 h et la zone urbaine de 16 090 h.
La commune de Riosucio occupe la troisième place de Caldas par la population rurale, avec 39 036 habitants ; il existe 100 lieu-dit, 2 cantons et quatre réserves indigènes : Nuestra Señora Candelaria de la Montaña, Cañamomo et Lomaprieta, San Lorenzo et Escopetera et Pirza, véritable sanctuaire de la race indigène. Le terme « Resguardo » fait référence au territoire qu'occupe la communauté et qui est sa propriété collective, insaisissable, imprescriptible et inaliénable.
Les limites communales sont : au nord avec les communes de Jardín, Támesis et Caramanta ; au sud avec les communes de Quinchía et Guático ; à l'ouest avec la commune de Mistrató et à l'est avec Supía et Philadelphie.

## Économie
Historiquement, la base fondamentale de l'économie de Riosucio était la richesse minière de l'or, dans des secteurs tels que Quiebralomo, La Montaña, Bonafont et San Lorenzo. Actuellement, le métal précieux est toujours exploité, bien qu'à une échelle strictement artisanale dans les lits des rivières, et les nombreux filons. Un autre secteur important de l'économie d'antan était l'exploitation des sources de sel de La Montaña et de Bonafont et des mines de charbon du secteur d'El Salado, Resguardo de La Montaña.
La commune de Riosucio fonde aujourd'hui son économie sur l'agriculture : la culture du café en est l'activité principale, suivie par la culture de la canne à sucre, qui approvisionne les marchés locaux et régionaux. Des haricots, des bananes, du manioc, des agrumes et des produits de type maraichage sont également cultivés : fruits, légumes et légumineuses, qui satisfont la demande locale et celle de certaines communes proches.
Une mention spéciale mérite le chontaduro, qui donne lieu à l'une des fêtes populaires de la commune, qui est cultivé dans le village de Las Estancias, étant le seul endroit du département de Caldas où est cultivé ce fruit qui, en raison de sa valeur nutritionnelle a été surnommé « l’œuf végétal ». Sa production a lieu entre les mois de février et mars (traviesa) et juin et juillet, qui constitue la principale récolte commercialisée dans des villes comme Cali, Medellín et Pereira.
Il existe une importante industrie de l'élevage dans les zones de pâturages naturels avec environ 23 000 têtes et une production laitière. L'élevage bovin, porcin et équestre fournit des produits qui approvisionnent les marchés locaux et active en même temps l'économie à travers des foires mensuelles largement acceptées et reconnues parmi les communes qui composent sa zone d'influence. Avec un volume moindre, il existe un élevage de volailles qui approvisionne cependant le marché local. La pisciculture est encouragée à Riosucio depuis les années 1970 ; Il existe actuellement 140 fermes.